# エデム・コジョ
エドゥアール・コジョヴィ・"エデム"・コジョ （Édouard Kodjovi "Edem" Kodjo、1938年5月23日 - 2020年4月11日）は、トーゴの政治家、外交官。1978年から1983年までアフリカ統一機構の事務総長を務めた。
トーゴで複数政党制が導入された後、コジョも野党の著名な指導者となり頭角を現した。
1994年から1996年までと、2005年から2006年までの二度にわたってトーゴの首相を務めた。
2020年4月11日、フランスのパリで長きに渡る闘病生活の末、81歳で没した。